# Denis Rouvier
Pour les articles homonymes, voir Rouvier.
Denis Rouvier est un footballeur français, né le 19 septembre 1946 à Brignon et mort le 13 mai 2023 à Montpellier, évoluant au poste de défenseur du milieu des années 1960 jusqu'au milieu des années 1970.

## Biographie
Denis Rouvier évolue principalement en faveur du Nîmes Olympique et de l'US Toulouse.
Il dispute un total de 75 matchs en Division 1, inscrivant un but, et 93 matchs en Division 2, marquant également un but.
Il inscrit son seul but dans l'élite française le 14 septembre 1968, lors de la réception du SC Bastia (victoire 2-1 de Nîmes).

## Palmarès
- Vice-champion de France de D2 en 1968 avec le Nîmes Olympique